# James Elles
|  | Dieser Artikel wurde auf den Seiten der Qualitätssicherung des Projektes Politiker eingetragen. Hilf mit, ihn zu verbessern, und beteilige dich an der Diskussion! |

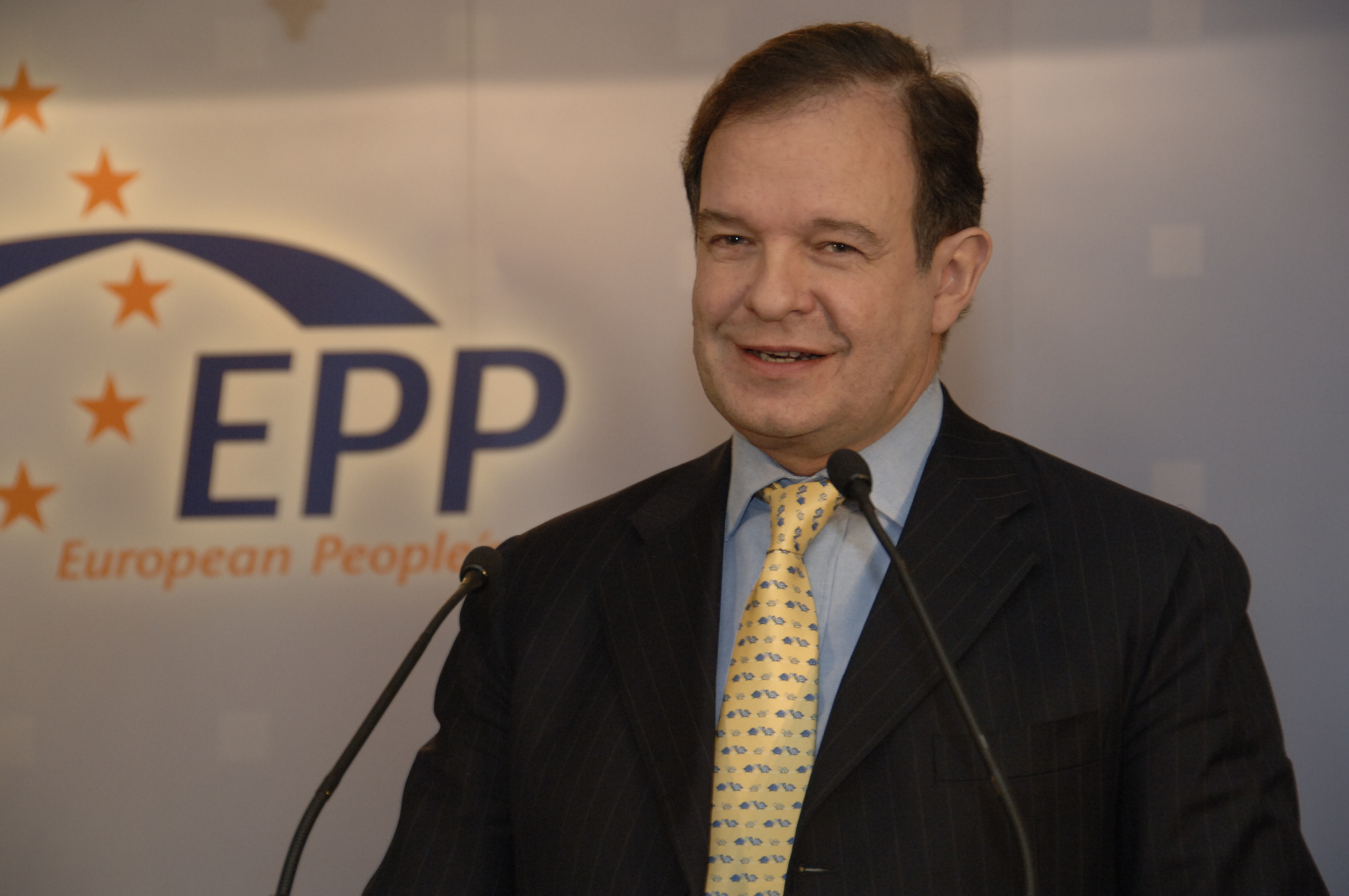
James Elles, 2008

James Elles (* 3. September 1949 in London) ist ein britischer Politiker (Conservative Party).
Elles ist seit 1984 Mitglied des Europäischen Parlaments. Er vertritt dabei die Region South East England und ist für die Countys Berkshire, Buckinghamshire und Oxfordshire verantwortlich.
In der Periode ab 2009 ist Elles als Mitglied im Haushaltsausschuss und in der Delegation im Gemischten Parlamentarischen Ausschuss EU-Türkei tätig. Stellvertreter ist Elles im Ausschuss für auswärtige Angelegenheiten und in der Delegation für die Beziehungen zu den Vereinigten Staaten.
Zurzeit (2018) ist Elles auch Vorsitzender des Transatlantic Policy Network und Mitglied des Steuerungskomitees der European Internet Foundation.